# Clement Quartey

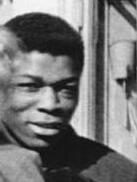
Clement Quartey, 1962

Clement „Ike“ Quartey; auch Isaac Quartey (* 12. April 1938 in Accra; † 2. November 2024 in London), war ein Boxer aus Ghana.
Nachdem Ghana 1957 unabhängig geworden war, nahmen dreizehn ghanaische Sportler 1960 erstmals unter dem Namen Ghana an Olympischen Spielen in Rom teil, nachdem bereits 1952 in Helsinki sieben Sportler unter dem Namen Goldküste angetreten waren.

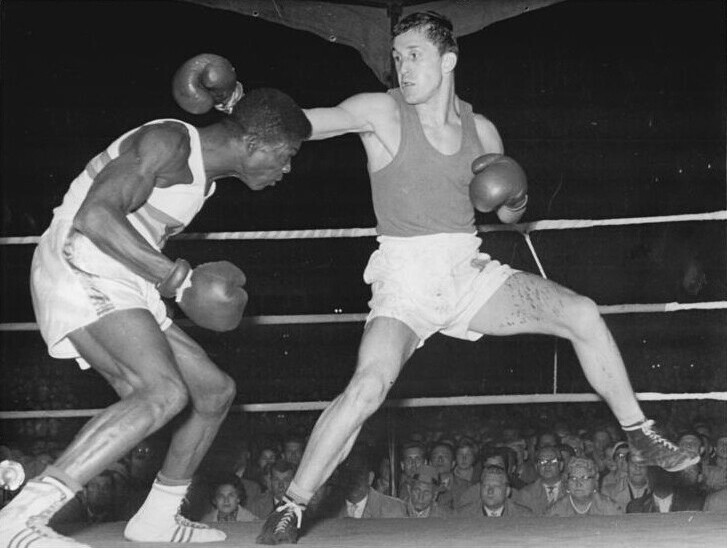
Clement Quartey unterliegt im September 1962 dem Schweriner Wilfried Rühl beim Länderkampf DDR gegen Ghana

Clement Quartey trat in Rom im Halbweltergewicht (Klasse bis 63,5 kg) des Boxturniers an. Er besiegte den Marokkaner Boubekeur und den Iraker Karkhi klar mit 5:0 nach Punkten. Im Viertelfinale gewann er gegen den Koreaner Kim mit 3:2 Richterstimmen. Das Halbfinale fiel für Quartey aus, nachdem der Pole Marian Kasprzyk nicht antrat. Erst im Finale traf Quartey auf einen Gegner aus Europa. Bohumil Němeček aus der Tschechoslowakei hatte im anderen Halbfinale den US-Amerikaner Quincey Daniels mit 5:0 geschlagen. Im Finale war Němeček technisch deutlich überlegen, Quartey merkte man an, dass er kaum internationale Erfahrung hatte und so fiel das Ergebnis mit 5:0 für Němeček eindeutig aus.
Die Silbermedaille für Quartey war die erste olympische Medaille für einen schwarzafrikanischen Sportler überhaupt. Bis heute (Stand 2024) konnte kein Ghanaer außer Quartey Gold oder Silber bei Olympischen Spielen gewinnen. 1962 gewann Clement Quartey dann den Titel bei den British Empire and Commonwealth Games in Perth. Sein 31 Jahre jüngerer Bruder Isufu wurde unter dem gleichen Rufnamen wie Clement Quartey, nämlich Ike Quartey, 1994 WBA-Weltmeister der Profiboxer im Weltergewicht.
Quartey starb am 2. November 2024 im Alter von 86 Jahren in London.